# Dichondra argentea
Dichondra argentea là một loài thực vật có hoa trong họ Bìm bìm. Loài này được Humb. & Bonpl. ex Willd. mô tả khoa học đầu tiên năm 1809.

## Hình ảnh

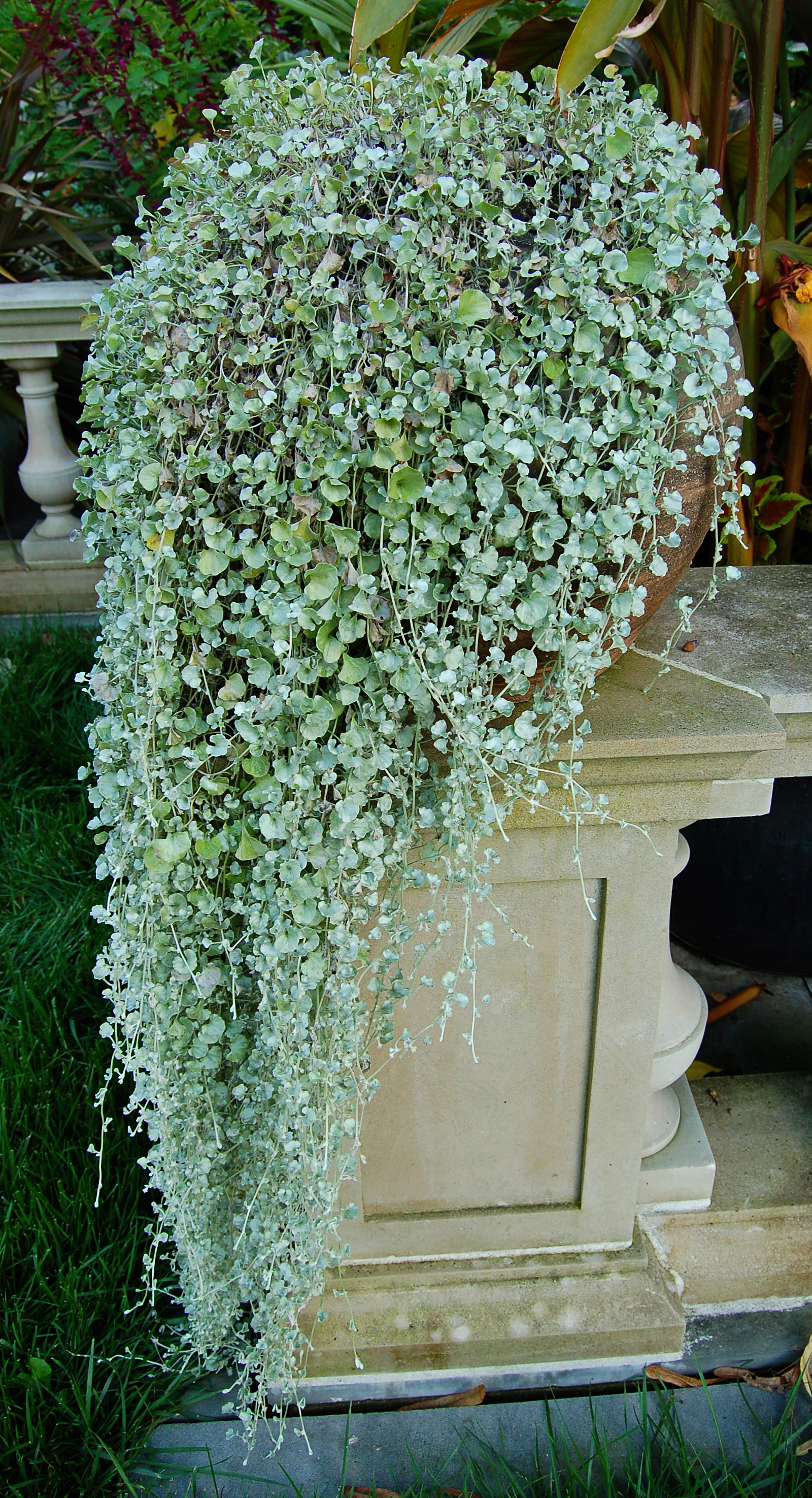